# Let Us Prey
Let Us Prey es el cuarto álbum de estudio de la banda inglesa Electric Wizard. Fue lanzado el 25 de marzo de 2002 por el sello Rise Above Records, y es el último disco del grupo con su alineación original.
El sonido de Let Us Prey continuó con el doom metal más abrasivo de su predecesor, Dopethrone, aunque con una mayor experimentación y más capas de guitarra en algunas canciones. Otros elementos que lo hacen un álbum inusual de Electric Wizard es su corta duración –43 minutos– en comparación con otros de sus discos. Asimismo, Let Us Prey no incluye letras impresas en el arte del álbum, lo que sumado a la voz sumamente distorsionada supone líricas difíciles de descifrar.

## Lista de canciones
Música por Electric Wizard. Letras por Jus Oborn.
| N.º | Título                                                         | Duración |  |
| 1.  | «...A Chosen Few»                                              | 6:35     |  |
| 2.  | «We, The Undead»                                               | 4:29     |  |
| 3.  | «Master of Alchemy» I. «House of Whipcord» II. «The Black Dog» | 9:23     |  |
| 4.  | «The Outsider»                                                 | 9:18     |  |
| 5.  | «Night of the Shape»                                           | 4:02     |  |
| 6.  | «Priestess of Mars»                                            | 10:02    |  |

| Bonus reediciones 2006 y 2007 |                      |          |  |
| N.º                           | Título               | Duración |  |
| 7.                            | «Mother of Serpents» | 5:56     |  |

## Créditos
| Músicos Electric Wizard Jus Oborn – guitarra , voz Tim Bagshaw – bajo Mark Greening – batería , piano Otros Paul Sax – violín en Night of the Shape | - Ingeniería por John Stephens. - Mezclado por John Stephens y Jus Oborn. - Masterizado por Doug Shearer. - Arte por Stephen O'Malley. |